# Helga Gödl
Helga Gödl (ur. 18 marca 1915 w Kitzbühel, zm. 23 lipca 2005 w Innsbrucku) – austriacka i niemiecka narciarka alpejska, brązowa medalistka mistrzostw świata. 
Wzięła udział w mistrzostwach świata w Engelbergu w 1938 roku, gdzie zajęła dwunaste miejsce w zjeździe, jedenaste w slalomie i dziesiąte kombinacji. Na rozgrywanych rok później mistrzostwach świata w Zakopanem wywalczyła brązowy medal w zjeździe. W zawodach tych wyprzedziły ją jedynie dwie inne reprezentantki III Rzeszy: Christl Cranz i Lisa Resch. Na tej samej imprezie wystartowała także w slalomie ale nie ukończyła rywalizacji.

## Osiągnięcia

### Mistrzostwa świata
| Miejsce | Dzień     | Rok  | Miejscowość | Konkurencja | Wynik     | Strata    | Zwyciężczyni  |
| ------- | --------- | ---- | ----------- | ----------- | --------- | --------- | ------------- |
| 12.     | 5 marca   | 1938 | Engelberg   | Zjazd       | 3:32,2    | +34,0     | Lisa Resch    |
| 11.     | 6 marca   | 1938 | Engelberg   | Slalom      | 2:51,9    | +25,7     | Christl Cranz |
| 10.     | 6 marca   | 1938 | Engelberg   | Kombinacja  | 352,0 pkt | +52,0 pkt | Christl Cranz |
| 3.      | 12 lutego | 1939 | Zakopane    | Zjazd       | 3:25,24   | +15,47    | Christl Cranz |
| DNF     | 15 lutego | 1939 | Zakopane    | Slalom      | 2:36,3    | -         | Christl Cranz |